# Lista siturilor arheologice din județul Constanța - U
Lista siturilor arheologice din județul Constanța - U conține toate siturile arheologice din județul Constanța înscrise în Repertoriul Arheologic Național (RAN) și aflate în localități al căror nume începe cu litera U. RAN este administrat de Ministerul Culturii și Patrimoniului Național și cuprinde date științifice, cartografice, topografice, imagini și planuri, precum și orice alte informații privitoare la zonele cu potențial arheologic, studiate sau nu, încă existente sau dispărute.
Puteți căuta un sit din localitățile care încep cu litera U folosind formularul de mai jos sau puteți naviga prin toate siturile din județ la Lista siturilor arheologice din județul Constanța.
| Cuprins                                                       |
| ------------------------------------------------------------- |
| Top - A B C D E F G H I J K L M N O P Q R S Ș T Ț U V W X Y Z |

| Cod RAN     | Denumire                                                                                             | Localitate                   | Adresă                             | Datare | Descoperit | Coordonate                                    | Imagine           | Erori            |
| ----------- | --- | ---------------------------- | ---------------------------------- | ------ | ---------- | --------------------------------------------- | ----------------- | ---------------- |
| 60927.02.01 | Tumulii de la Urluia - Valea Polucci / ansamblu Tumulii de la Urluia (Categorie: tumul) (Tip: Tumul) | sat Urluia, comuna Adamclisi | Valea Polucci, punct Valea Polucci |        |            | 44°07′42″N 27°54′02″E / 44.12828°N 27.90058°E | Încărcați imagine | Raportați eroare |
| 60927.01.01 | Situl arheologic de la Urluia - Valea Polucci / ansamblu anonim (Categorie: așezare) (Tip: asezare)  | sat Urluia, comuna Adamclisi | Valea Polucci, punct Valea Polucci |        | 2009       | 44°08′07″N 27°53′32″E / 44.13528°N 27.89222°E | Încărcați imagine | Raportați eroare |
| 60927.01.02 | Situl arheologic de la Urluia - Valea Polucci / ansamblu anonim (Categorie: așezare) (Tip: Așezare)  | sat Urluia, comuna Adamclisi | Valea Polucci, punct Valea Polucci |        | 2009       | 44°08′07″N 27°53′32″E / 44.13528°N 27.89222°E | Încărcați imagine | Raportați eroare |
| 60927.01.03 | Situl arheologic de la Urluia - Valea Polucci / ansamblu anonim (Categorie: așezare) (Tip: Așezare)  | sat Urluia, comuna Adamclisi | Valea Polucci, punct Valea Polucci |        | 2009       | 44°08′07″N 27°53′32″E / 44.13528°N 27.89222°E | Încărcați imagine | Raportați eroare |